# Цреп
Цреп је врста кровног покривача који се обично прави од глине, а може бити и од бетона или стакла.

## Глинени цреп
Глинени се производи од квалитетније глине него опека. Са водом добро израђена глина обликује се ручно у калупима или машински извлачењем помоћу пужне пресе. Обликовани цреп суши се на ваздуху или у сушарама, а затим се пече у кружним или тунелским пећима на температури од 1200 °. За украсно покривање цреп се може ангобирати и глазирати пре печења како би се добиле разне боје које су онда трајне колико и сам цреп.Вучени црепови су производи од печене глине, рађени истискивањем на одговарајућој машини. Према облику израђују се три врсте вученог црепа:
1. вучени цреп са једноструким жлебом
2. бибер вучени цреп
3. каналице (ћерамида или вучени жлебњак).
4. специјални комади

### Вучени цреп
Вучени цреп има облик правоугаоне плоче, која на крајевима дужних страна има жлеб са једне стране окренут према лицу, а са друге стране према наличју, тако да се приликом покривања међусобно поклапају.
Вучени цреп са жлебом примењивао се још у античкој Грчкој када се израђивао у величини од око 40х60cm (данас ове мере износе скоро дупло мање). Вучени цреп због својих двостраних жлебова трпи и углове од 18-20 степени нагиба, а друге погодности су: мањи утрошак по квадратном метру крова, једноставно и брзо уклапање, могућности обликовања, па тако овај цреп када се постави на кров може изгледати као ћерамида или чак и као бибер цреп (са простим додатком жлебова).

### Бибер цреп
Бибер вучени цреп је у облику правоугаоне плоче чија је ужа страна заобљена тако да полупречник заобљења износи од 100 до 180 mm. Површина лица црепа може да буде глатка или уздужно избраздана. Да би се омогућила боља вентилација, препоручује се да се са наличја израђују ребра дебљине око 2 mm и ширине до 20 mm преко којих цреп належе на летве.
Због једноставног налегања преклапањем без жлебова, бибер цреп не трпи углове крова мање од 45 степени. У пракси се обично примењује двоструко – крунско покривање, тј. приликом слагања једног реда, одмах се преко њега поставља и следећи смакнут за пола ширине. Назив бибер нема никакве везе са зачином бибер, већ има везе са немачком речју Biber што значи дабар јер јако ови црепови личе на реп дабра.

### Каналице (ћерамида)
Ћерамида има облик коничног олука и мора бити глатка са обе стране.

### Специјални комади црепа
Постоје још и различити специјални облици црепа који се примењују на појединим местима на крову. ту су:
1. Слеменици (слемењаци, седла) – црепови у облику подужно половљене цеви (дужине 35-50cm) који се постављају на слеме крова тако да воду са највише тачке крова и са прелома шаљу на две кровне равни. Још у античкој Грчкој израђивани су и трокраких слеменици који су постављани на рогљеве кровова, а и данас их праве неке фабрике. Постоје и завршни слемењаци у облику шапе или шкољке.
2. Вентилациони – су они црепови (најчешће из реда вучених црепова) који на у средини на доњем крају имају вентилациони отвор за ваздух, лако их је приметити на равни крова.
3. Црепови за задржавање леда на крову (снегобрани). Они служе да задрже комаде леда да приликом отопљавања не склизну преко стрехе, што представља стварну опасност, посебно код вишеспратних зграда, где би удар леда могао да усмрти случајног пролазника.
4. Црепови за продор инсталација (антенски стубови и слично).

## Бетонски цреп
Производи се тако што се бетон лије у калупима, а затим се на површину наносе специјални премази који црепу дају боју и штите га. Спада у новије материјале. Појединачно бетонски цреп је тежи, јер је геометријски већи, али по метру квадратном површине крова је лакши је или једнак глиненом.Највећа предност ове врсте црепа је мало упијање влаге. Чврстоћа бетона временом расте, за разлику од глиненог црепа који највећу чврстоћу има у тренутку печења и она временом опада. Бетонски цреп карактерише велики избор боја, облика...

## Цреп од стакла
Ови црепови служе да пропусте дневну светлост у просторију коју покривају. С обзиром да у том случају не може бити дасака или додатне изолације испод њих, примењују се на тремовима, наткривеним гаражама, у таванима и сл.